# Cuacal
Cuacal är en ort i Mexiko.   Den ligger i kommunen Zautla och delstaten Puebla, i den sydöstra delen av landet, 150 km öster om huvudstaden Mexico City. Cuacal ligger 1 996 meter över havet och antalet invånare är 199.
Terrängen runt Cuacal är huvudsakligen kuperad, men norrut är den bergig. Cuacal ligger nere i en dal. Runt Cuacal är det ganska tätbefolkat, med 65 invånare per kvadratkilometer. Närmaste större samhälle är Zaragoza, 16,7 km öster om Cuacal. I omgivningarna runt Cuacal växer huvudsakligen savannskog.